# Onuphis mariahirsuta
Onuphis mariahirsuta är en ringmaskart som beskrevs av Paxton 1979. Onuphis mariahirsuta ingår i släktet Onuphis och familjen Onuphidae. Inga underarter finns listade i Catalogue of Life.